# Villar Perosa
Villar Perosa (Ël Vilar ëd Perosa en piemontés, Li Vialar en occitano) es un municipio de 4.173 habitantes de la provincia de Turín.
Se encuentra en el Val Chisone y forma parte de la "Comunità Montana Valli Chisone e Germanasca".
En esta localidad tiene su residencia veraniega, en una lujosa villa del siglo XVIII, llamada "el Castillo" la Familia Agnelli, principales propietarios de Fiat S.p.A.
El pueblo fue, hasta los años 1980 sede de entrenamiento de la Juventus FC.
Las principales actividades económicas están relacionadas con actividades metal mecánicas relacionadas con la fabricación de vehículos, como SKF, Avio y amortiguadores Sachs.

## Evolución demográfica
| Gráfica de evolución demográfica de Villar Perosa entre 1861 y 2001 |
|                                                                     |
| fuente ISTAT - elaboración gráfica por Wikipedia                    |

- Datos: Q10357
- Multimedia: Villar Perosa / Q10357

1. ↑  Worldpostalcodes.org, código postal n.º 10069.
2. ↑  «Codici Catastali». Comuni-italiani.it (en italiano). Consultado el 29 de abril de 2017.